# Werven
Werven is een buurtschap in de Nederlandse gemeente Heerde (provincie Gelderland). Het ligt aan de rivier de IJssel, 3 kilometer ten oosten van Wapenveld.
Vanaf omstreeks 1340 vond in Werven op onregelmatige tijden de zogenaamde schependagen plaats. Hier voerden de stedenbond van Deventer, Kampen en Zwolle overleg over de Hanze en vond uitwisseling van deskundigen plaats, bijvoorbeeld op juridisch terrein. Tot halverwege de 14e eeuw was ook de bisschop hierbij aanwezig. De zorg voor dijken en afwatering werd tijdens deze bijeenkomsten gecoördineerd. Sommige historici vermoeden dat deze stedenvergadering diende als voorbereiding op de landdagen die jaarlijks werden gehouden op de Spoolderberg bij Zwolle. Maar volgens anderen werden de schependagen, die behalve in Werven ook in het klooster van Windesheim plaatsvonden, juist gehouden om de bisschop duidelijk te maken dat hun schependagen en zijn landdagen gelijkwaardig waren en los van elkaar stonden.
Hoofdplaats: Heerde      Dorpen: Veessen · Vorchten · Wapenveld

Buurtschappen: Bakhuisbos · Berghuizen · Hoorn · Hoornerveen · Horsthoek · Markluiden · Wapenveld-noord · Werven · Wolbert

Gelderland: Steden en dorpen in Gelderland      Nederland: Provincies · Gemeenten